# Hidden Gold
Hidden Gold is een Amerikaanse western uit 1932. De film werd tijdens het ontwikkelen ook wel Tom's in Town genoemd, al werd ie doorgestreept ten faveure van Hidden Gold. Nadat Tony het wonderpaard met The Fourth Horseman (1932) zijn laatste film had gemaakt, werd nu een vergelijkbaar paard Tony jr. ingezet. Er zouden beelden van een echte bosbrand in deze film zijn gebruikt - de crew kwam de brand tijdens de opnamen toevallig tegen. In Nederland werd soms ook de titel Verborgen goud gehanteerd.

## Verhaal
'Doc' Griffin (Donald Kirke) en zijn twee handlangers beroven een bank en verstoppen vlug de buit voor ze worden aangehouden. De knappe eigenaresse van de paardenranch Nora Lane (Judith Barrie) verliest hierdoor al haar geld. De politie laat Lane's werknemer Tom Marley (Tom Mix) in de gevangenis infiltreren met de overvallers, in de hoop dat de dieven aan Marley vertellen waar de buit is verstopt. Als het drietal uit de gevangenis weet te ontsnappen, moet Marley zijn dekmantel langer verborgen houden. Zijn undercoveractie werkt echter te goed en zowel Lane als de politie denken dat hij zich werkelijk bij de criminelen heeft aangesloten. Marley steelt vervolgens paarden van Lane's ranch, en zij wordt ontvoerd door Griffin die haar meeneemt naar het bos om de buit te vinden. Als hij onbedoeld een bosbrand veroorzaakt, schiet Griffin zijn handlangers neer om het geld voor zichzelf te kunnen houden. Lane ontsnapt ondertussen en gaat er met Marley's paard Tony jr. vandoor. Marley zelf knokt zich door het brandende bos, slaat Griffin neer en brengt het geld naar een veilige plek. Hij bevrijdt 'Spike' Weber (Raymond Hatton), nadat de andere berover 'Big Ben' Cooper (Eddie Gribbon) overlijdt. Het verhaal eindigt goed: Marley vraagt Lane ten huwelijk en brengt de buit terug naar de bank.

## Rolverdeling
| Acteur             | Personage                     |
| ------------------ | ----------------------------- |
| Tom Mix            | Tom Marley                    |
| Judith Barrie      | Nora Lane                     |
| Raymond Hatton     | Horace 'Spike' Weber          |
| Eddie Gribbon      | Benjamin B. 'Big Ben' Cooper  |
| Donald Kirke       | Edward Mortimer 'Doc' Griffin |
| Wallis Clark       | Jones, hoofd van de politie   |
| Roy Moore          | The Warden, prijsvechter      |
| Tony jr. het paard | Tony                          |